# Switzerlandball
Switzerlandball (рус. Свитзерландболл / Швейцарияболл / Швейцарияшар) — второстепенный персонаж Countryballs.

## Образ
Наиболее распространённым культурным сценарием изображения Швейцарии в польских мемах, включая и мем Countryballs, является нейтралитет Швейцарии, её неучастие в боевых действиях и получение прибыли во время Первой и Второй мировых войн. В одном из комиксов Countryballs изображаются четыре страны, которые находятся в состоянии войны — Советский Союз воюет против Нацистской Германии, а США воюет против Японской империи. Швейцария же спокойно отвлекается на цветок.
Богатство швейцарцев проявляется в контексте заниженного сравнения не только с Польшей (Polandball), но и с другими странами, например с Германией (Germanyball). В одном из комиксов Germanyball, как страна, которая в Польше и других европейских странах признана богатой, желает внести на депозит, казалось бы, огромную сумму денег, что рассматривается Швейцарией как симптом бедности. В то время как швейцарцы изображаются как непредубеждённая нация, их планка различия между богатством и бедностью ставится довольно высоко.
В некоторых мемах Countryballs содержатся намёки на высокое качество швейцарского шоколада, который составляет конкуренцию бельгийскому шоколаду.